# (5476) Mulio
(5476) Mulio es un asteroide que forma parte de los asteroides troyanos de Júpiter, descubierto el 2 de octubre de 1989 por Schelte John Bus desde el Observatorio Interamericano del Cerro Tololo, La Serena, Chile.

## Designación y nombre
Designado provisionalmente como 1989 TO11. Debe su nombre a Mulio, un guerrero que murió a raíz de que Aquiles atravesase su jabalina en su cabeza durante la guerra de Troya.

## Características orbitales
Mulio está situado a una distancia media del Sol de 5,108 ua, pudiendo alejarse hasta 5,480 ua y acercarse hasta 4,736 ua. Su excentricidad es 0,072 y la inclinación orbital 13,70 grados. Emplea 4217,45 días en completar una órbita alrededor del Sol.

## Características físicas
La magnitud absoluta de Mulio es 10,6. Tiene 35,096 km de diámetro y su albedo se estima en 0,099. 